# Irene (Maninni)
Irene è un singolo del cantautore italiano Maninni, pubblicato il 25 febbraio 2022.

## Descrizione
Il brano è scritto e composto dallo stesso cantautore, che ha anche curato la produzione con Andrea Fusini ed è stato scritto come messaggio d'amore universale.

## Tracce
Testi e musiche di Alessio Mininni.
1. Irene – 3:13